# Elly Ameling

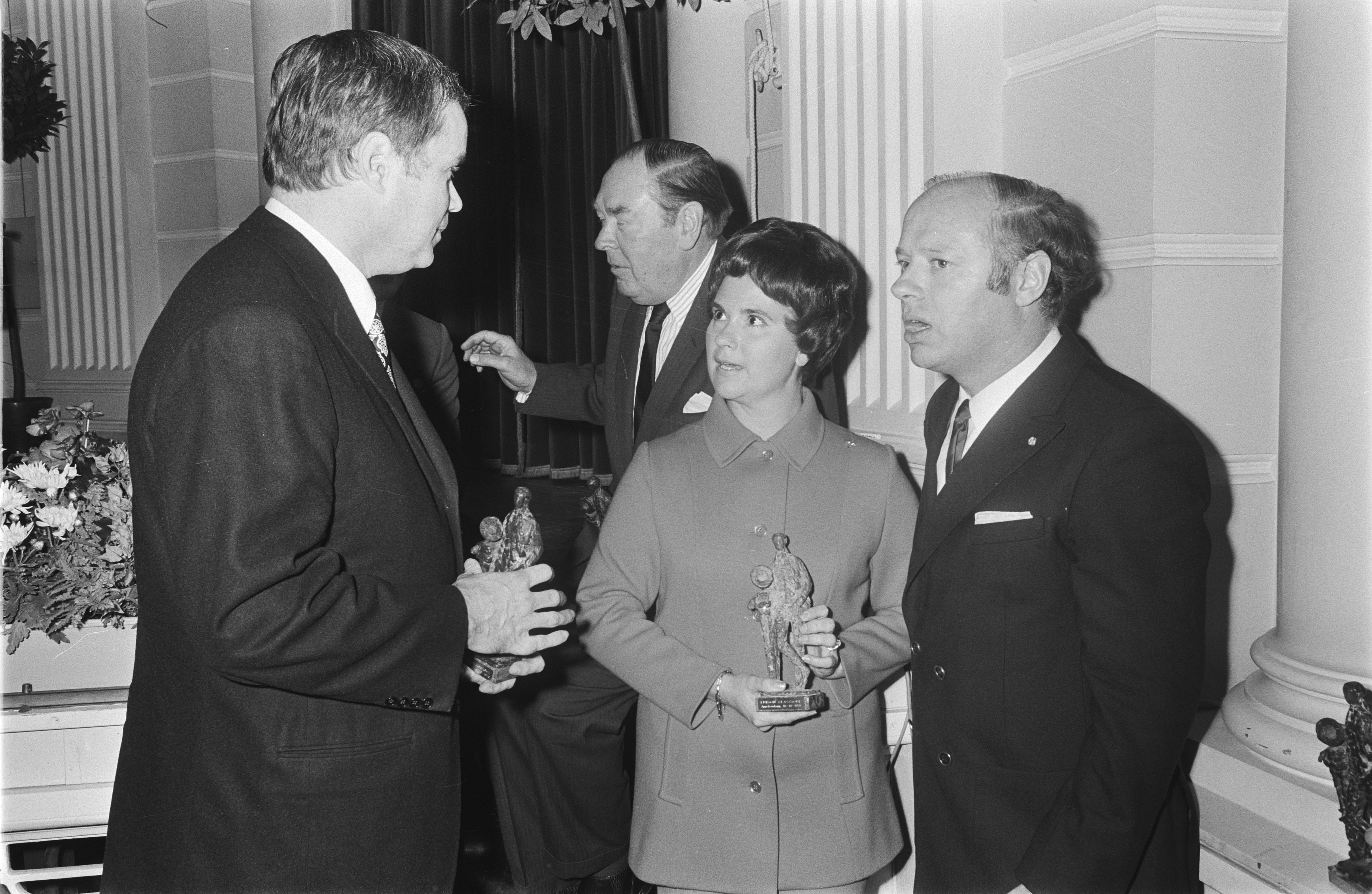
Elly Ameling recebendo o Prêmio Edison em 1970, junto com Dietrich Fischer-Dieskau, Gerald Moore e Bernard Haitink

Elisabeth Sara Ameling, mais conhecida como Elly Ameling (Roterdã, 8 de fevereiro de 1933) é uma soprano e professora neerlandesa, distinguida especialmente pelas suas interpretações de música de câmara.

## Carreira
Filha de um joalheiro e uma cantora amadora, foi influenciada pela mãe e cantava desde pequena, aprendendo a tocar piano para acompanhar a si mesma. Não entrou para um conservatório, mas obteve um diploma oficial de canto do governo neerlandês. Fez estudos de aperfeiçoamento com Bodi Rapp, Jo Bollenkamp e Jacob Dresden-Dhont em seu país natal e na França com Pierre Bernac, fazendo sua estreia oficial em 1953. Na primeira parte de sua carreira as canções de câmara já eram sua área favorita, mas se apresentava principalmente com obras para orquestra.
Começou a ser mais notada após ganhar o prêmio do Concurso Internacional de Música de Genebra em 1958, sendo então saudada como um grande talento. A grande exposição que o prêmio desencadeou a intimidou e a fez retirar-se da cena pública, passando a trabalhar numa livraria, mas logo reconciliou-se com a ideia de que sua vida seria na música. Convites para se apresentar com a Orquestra Real do Concertgebouw de Amsterdã e outros conjuntos afamados consolidaram sua reputação, passando a realizar turnês internacionais. Na década de 1960 foi uma das primeiras cantoras a gravar Bach, Telemann e Haendel com conjuntos dedicados à reconstrução histórica da interpretação, especialmente com o Collegium Aureum para o selo Harmonia Mundi.
Deixou grande discografia, com mais de 150 títulos e um repertório diversificado, recebendo diversos prêmios pelo seu trabalho, e se tornando um sucesso comercial. Seu principal legado foi no campo camerístico, notabilizando-se como intérprete de canções, sendo acompanhada por mestres como Jörg Demus, Dalton Baldwin, Irwin Gage e Rudolf Jansen. Seu repertório camerístico incluía canções e árias em alemão, francês, holandês, inglês, italiano e espanhol, e estendia-se de Monteverdi e Bach, passando por Mozart, Schumann, Schubert e Wolf, chegando a contemporâneos como Britten e Frank Martin. Não deixou de trabalhar peças de autores populares como Gershwin, Cole Porter e Duke Ellington. Segundo a crítica Mairi Nicolson "sua voz de soprano pura e ágil, sua paixão pela poesia e sua personalidade despretensiosa certamente a tornaram mais adequada para o mundo mais íntimo e orientado para a palavra da música do que para o drama teatral, e trouxeram para ela uma legião de fãs em todo o mundo".
Também era apreciada sua atuação na Paixão segundo São Mateus de Bach, que apresentou muitas vezes. Na música orquestral trabalhou com alguns dos principais regentes do mundo, como Ernest Ansermet, Carlo Maria Giulini, Bernard Haitink, Rafael Kubelík, Kurt Masur, André Previn e Seiji Ozawa. Sua última apresentação pública ocorreu em 29 de janeiro de 1996 com um recital no Grande Salão do Concertgebouw de Amsterdã. Deu muitas master classes e mantinha um canal no YouTube com tutoriais sobre interpretação. Na apreciação do crítico Martin Bernheimer, 
"Ameling, que estreou em 1953, nunca teve uma carreira convencional. Sem dúvida, ela nunca quis uma. Sua voz, um soprano leve e límpido, foi  sempre pequena. Seu temperamento nunca foi considerado extravagante. Sua escala expressiva era baseada na sutileza. Ela se aventurou poucas vezes na ópera. Mas, em um mundo dominado pelo brilho fácil e pela vulgaridade fria, ela provou o valor duradouro de certas virtudes antiquadas: imaginação, calor, bom gosto, sensibilidade, honestidade e refinamento".

## Distinções
- Prêmio do Concurso Internacional de Canto de s'Hertogenbosch[3]
- Prêmio do Concurso Internacional de Música de Genebra[3]
- Ordem de Orange-Nassau no grau de cavaleiro[3]
- Ordem do Leão Neerlandês[3]
- Prêmio Edison (Edison Muziekprijs)[4]
- Grande Prêmio do Disco da Academia Charles Cros (Grand Prix du Disque)[4]
- Prêmio da Crítica Alemã (Preis der deutschen Schallplattenkritik)[4]
- Medalha Hugo Wolf da Academia Hugo Wolf[7]